# ロッテリアサウンドステーション
ロッテリアサウンドステーションは琉球放送（RBCラジオ）で1984年～1993年に毎週日曜日（夕方）16:00～17:00に放送されたラジオ番組。ロッテリアの一社提供。

## パーソナリティー
- 箕田和男（RBCアナウンサー・愛称「みのかず」でオープニングの挨拶は本名ではなく愛称で自己紹介していた）
- 富浜かおり

## 放送時間
毎週日曜日　16:00～17:00（1992年10月～最終回は「箕田和男のドカ～ンと一発!絶好調」に内包）

## 備考
- 当時、番組特製のリスナー会員証が発行され、沖縄県内のロッテリア各店舗でバーガー類を注文時に提示すると飲み物またはポテト（いずれもSサイズ）の割引サービスなどの特典が受けられた（沖縄県外では放送されていないため不可、番組終了とともにこのサービスも無効となった）。
- RBCでは1980年代に、同じファーストフード店であるケンタッキーフライドチキンの提供で土曜日の夕方から「ベストヒット20」という音楽番組が放送されていた。さらに1990～1991年には同じくファーストフード店であるモスバーガーの提供で「うりひゃー!東京カラーランド」という番組が放送された（ラジオジャックでもスポンサーではないがよくCMが放送された）。